# Dicionários comparativos de todas as línguas e dialetos
O Dicionários comparativos de todas as línguas e dialetos é o primeiro dicionário moderno baseado em pesquisa empírica. Ele marca o início da linguística comparativa e histórica.
Iniciado por Catarina, a Grande, no curso do absolutismo esclarecido. O dicionário inclui 285 palavras em russo traduzidas para 51 idiomas europeus e 149 outros idiomas. O galego não é considerado no dicionário como separado do português. É interessante que entre as línguas eslavas, a língua búlgara está ausente do dicionário, aparentemente coincidindo com a língua eslava-sérvia da época.